# IC 1572
IC 1572 је појединачна звијезда у сазвјежђу Рибе која се налази на листи објеката дубоког неба у Индекс каталогу.
Деклинација објекта је + 16° 28' 10" а ректасцензија 0h 41m 12,0s.